# Merga galleri
Merga galleri är en nässeldjursart som beskrevs av Brinckmann 1962. Merga galleri ingår i släktet Merga och familjen Pandeidae. Inga underarter finns listade i Catalogue of Life.